# Daniel Stefański
Daniel Bogdan Stefański (Bydgoszcz, 7 juli 1977) is een Pools voetbalscheidsrechter. Hij is in dienst van FIFA en UEFA sinds 2013. Ook leidt hij wedstrijden in de Ekstraklasa.
Op 14 augustus 2009 leidde Stefanski zijn eerste wedstrijd in de Poolse eerste divisie. De wedstrijd tussen Ruch Chorzów en Arka Gdynia eindigde in 1–0. Hij gaf in dit duel drie gele kaarten. Vier jaar later, op 4 juli 2013, floot de scheidsrechter zijn eerste wedstrijd in de UEFA Europa League. Gandzasar Kapan en Aqtöbe troffen elkaar in de eerste ronde (1–2). In dit duel deelde de Poolse leidsman één gele kaart uit.

## Interlands
| Datum            | Plaats                   | Wedstrijd                       | Uitslag | Competitie             | Kreeg geel | Kreeg voor de tweede keer geel en dus rood | Weggestuurd |
| ---------------- | ------------------------ | ------------------------------- | ------- | ---------------------- | ---------- | ------------------------------------------ | ----------- |
| 15 oktober 2013  | Boedapest, Hongarije     | Hongarije – Andorra             | 2 – 0   | WK 2014 kwalificatie   | 7          | 1                                          | 0           |
| 3 juni 2014      | Luzern, Zwitserland      | Zwitserland – Peru              | 2 – 0   | Vriendschappelijk      | 3          | 0                                          | 0           |
| 11 juni 2015     | Yokohama, Japan          | Japan – Irak                    | 4 – 0   | Vriendschappelijk      | 1          | 0                                          | 0           |
| 5 juni 2016      | Praag, Tsjechië          | Tsjechië – Zuid-Korea           | 1 – 2   | Vriendschappelijk      | 3          | 1                                          | 0           |
| 7 juni 2017      | Tokio, Japan             | Japan – Syrië                   | 1 – 1   | Vriendschappelijk      | 0          | 0                                          | 0           |
| 13 juni 2017     | Oslo, Noorwegen          | Noorwegen – Zweden              | 1 – 1   | Vriendschappelijk      | 2          | 0                                          | 0           |
| 1 september 2017 | Oslo, Noorwegen          | Noorwegen – Azerbeidzjan        | 2 – 0   | WK 2018 kwalificatie   | 2          | 1                                          | 0           |
| 6 oktober 2017   | Rijeka, Kroatië          | Kroatië – Finland               | 1 – 1   | WK 2018 kwalificatie   | 2          | 0                                          | 0           |
| 9 september 2018 | Sofia, Bulgarije         | Bulgarije – Noorwegen           | 1 – 0   | Nations League 2018/19 | 6          | 1                                          | 0           |
| 11 oktober 2018  | Haifa, Israël            | Israël – Schotland              | 2 – 1   | Nations League 2018/19 | 3          | 1                                          | 0           |
| 8 juni 2019      | Tampere, Finland         | Finland – Bosnië en Herzegovina | 2 – 0   | EK 2020 kwalificatie   | 2          | 0                                          | 0           |
| 11 juni 2019     | Varaždin, Kroatië        | Kroatië – Tunesië               | 1 – 2   | Vriendschappelijk      | 2          | 0                                          | 0           |
| 11 oktober 2019  | Lissabon, Portugal       | Portugal – Luxemburg            | 3 – 0   | EK 2020 kwalificatie   | 2          | 0                                          | 0           |
| 14 oktober 2020  | Ploiești, Roemenië       | Roemenië – Oostenrijk           | 0 – 1   | Nations League 2020/21 | 6          | 0                                          | 0           |
| 30 maart 2021    | Istanboel, Turkije       | Turkije – Letland               | 3 – 3   | WK 2022 kwalificatie   | 6          | 0                                          | 0           |
| 8 juni 2021      | Boedapest, Hongarije     | Hongarije – Ierland             | 0 – 0   | Vriendschappelijk      | 1          | 0                                          | 0           |
| 11 november 2021 | Sint-Petersburg, Rusland | Rusland – Cyprus                | 6 – 0   | WK 2022 kwalificatie   | 0          | 0                                          | 0           |
| 29 maart 2022    | Netanja, Israël          | Israël – Roemenië               | 2 – 2   | Vriendschappelijk      | 3          | 0                                          | 0           |
| 11 juni 2022     | Łódź, Polen              | Oekraïne – Armenië              | 3 – 0   | Nations League 2022/23 | 7          | 0                                          | 0           |
| 16 juni 2023     | Kopenhagen, Denemarken   | Denemarken – Noord-Ierland      | 1 – 0   | EK 2024 kwalificatie   | 4          | 0                                          | 0           |
| 16 november 2023 | Sofia, Bulgarije         | Bulgarije – Hongarije           | 2 – 2   | EK 2024 kwalificatie   | 5          | 2                                          | 0           |
| 9 juni 2024      | Trnava, Slowakije        | Slowakije – Wales               | 4 – 0   | Vriendschappelijk      | 3          | 0                                          | 0           |
| 15 oktober 2024  | Córdoba, Spanje          | Spanje – Servië                 | 3 – 0   | Nations League 2024/25 | 5          | 0                                          | 1           |

Laatst bijgewerkt op 18 oktober 2024.